# Последњи чин
Последњи чин је југословенска телевизијска серија из 1981. године. Серија има 4 епизоде и приказује званичну верзију операције хапшења Николе Калабића и Драже Михаиловића.
Сценарио за серију је написао Синиша Павић, по мотивима књиге Милована Пејановића (Љуба Поповић) „Велика игра са Дражом Михаиловићем“. Серију је режирао Сава Мрмак.

## Епизоде
| Сезона | Епизода | Назив | Датум              |
| ------ | ------- | ----- | ------------------ |
| 1      | 1       | /     | 7. фебруара 1982.  |
| 1      | 2       | /     | 7. фебруара 1982.  |
| 1      | 3       | /     | 14. фебруара 1982. |
| 1      | 4       | /     | 14. фебруара 1982. |

## Улоге
| Глумац                    | Улога                           |
| ------------------------- | ------------------------------- |
| Милан Пузић               | Генерал Дража Михаиловић        |
| Зоран Ранкић              | Никола Калабић                  |
| Драган Николић            | Мајор Љуба Поповић              |
| Данило Лазовић            | Потпуковник Лаза                |
| Милан Богуновић           | Пуковник Слободан Пенезић Крцун |
| Мирко Буловић             | Драгиша Васиљевић               |
| Миодраг Мики Крстовић     | Дане                            |
| Ђорђе Јовановић           | Мајсторовић                     |
| Никола Јовановић          | Милић                           |
| Милан Цаци Михаиловић     | Аранђел                         |
| Богољуб Петровић          | Младен                          |
| Бошко Пулетић             | Манда, хармоникаш               |
| Петар Божовић             | Потпоручник Драгиша Благојевић  |
| Никола Јовановић          | Милић Бошковић                  |
| Љубомир Ћипранић          | Брка                            |
| Мирко Ђерић               |                                 |
| Бранко Ђурић              | Страни војни аташе              |
| Растислав Јовић           | Котарац                         |
| Милош Кандић              | Луне                            |
| Божидар Павићевић Лонга   | Благоје                         |
| Миленко Павлов            |                                 |
| Саво Радовић              | Мица                            |
| Љубо Шкиљевић             |                                 |
| Танасије Узуновић         | Јапан                           |
| Михајло Викторовић        | Јован Марковић                  |
| Душан Војновић            | Милован Јанковић                |
| Миленко Бисић             |                                 |
| Зоран Цвијановић          | Исо Репух                       |
| Богољуб Динић             |                                 |
| Бранислав Цига Јеринић    | Илија                           |
| Иван Јонаш                |                                 |
| Милутин Мима Караџић      | Кнежевић                        |
| Слободан Колаковић        |                                 |
| Љуба Ковачевић            | Милан Кнежевић                  |
| Мирољуб Лешо              | Будимир Гајић                   |
| Предраг Милинковић        | Конобар                         |
| Мило Мирановић            |                                 |
| Јован Никчевић            |                                 |
| Марко Николић             | Рачић                           |
| Ненад Огњеновић           | Саша                            |
| Мирослав Дуда Радивојевић |                                 |
| Јелица Сретеновић         | Проститутка                     |
| Боро Стјепановић          | Алекса Нешић                    |
| Зоран Стојиљковић         | (1 еп. 1982)                    |
| Бора Тодоровић            | Инжињер Митровић                |
| Владан Живковић           | Иследник                        |
| Милош Жутић               | Вујновић                        |
| Милан Ерак                | Чувар у затвору                 |
| Дамјан Клашња             |                                 |
| Драгица Новаковић         |                                 |
| Олга Познатов             |                                 |
| Рас Растодер              |                                 |

Комплетна ТВ екипа  ▼
| Редитељ                   | Сава Мрмак           | (4 еп. 1982)                            |
| Сценариста                | Синиша Павић         | (4 еп. 1982)                            |
| Сценариста                | Милован Пејановић    | (4 еп. 1982)                            |
| Продуцент                 | Петар Галовић        | продуцент (4 еп. 1982)                  |
| Композитор                | Варткес Баронијан    | (4 еп. 1982)                            |
| Директор фотографије      | Александар Рибић     | (4 еп. 1982)                            |
| Монтажер                  | Сава Анђелковић      | (4 еп. 1982)                            |
| Сценограф                 | Слободан Рундо       | (4 еп. 1982)                            |
| Уметнички директор        | Младен Лисавац       | (4 еп. 1982)                            |
| Костимограф               | Мирјана Остојић      | (4 еп. 1982)                            |
| Одсек за шминку           | Сава Кошничаревић    | шминкерка (4 еп. 1982)                  |
| Одсек за шминку           | Мирјана Стевовић     | шминкер (4 еп. 1982)                    |
| Менаџер продукције        | Радојко Јоксић       | вођа снимања (4 еп. 1982)               |
| Менаџер продукције        | Војислав Пешић       | вођа снимања (4 еп. 1982)               |
| Менаџер продукције        | Слободан Радовановић | директор филма (4 еп. 1982)             |
| Помоћник режије           | Мирослав Лазић       | први помоћник редитеља (4 еп. 1982)     |
| Помоћник режије           | Петар Стојковић      | други помоћник редитеља (4 еп. 1982)    |
| Уметнички одсек           | Раде Ђачић           | сценски реквизитер (4 еп. 1982)         |
| Уметнички одсек           | Зоран Прерадовић     | сценски реквизитер (4 еп. 1982)         |
| Уметнички одсек           | Живојин Савић        | сценски реквизитер (4 еп. 1982)         |
| Уметнички одсек           | Душан Стефановић     | сценски реквизитер (4 еп. 1982)         |
| Уметнички одсек           | Светислав Тодоровић  | сет дизајнер (4 еп. 1982)               |
| Одсек за звук             | Милан Анђелковић     | тон мајстор (4 еп. 1982)                |
| Одсек за звук             | Небојша Мијовић      | асистент тонског сниматеља (4 еп. 1982) |
| Одсек за звук             | Дарко Смиљанић       | асистент тонског сниматеља (4 еп. 1982) |
| Одсек за звук             | Милан Стојановић     | тонска обрада (2 еп. 1982)              |
| Одсек за звук             | Милан Утржан         | тонска обрада (2 еп. 1982)              |
| Специјални ефекти         | Живко Животић        | пиротехничар (4 еп. 1982)               |
| Одсек за камеру и расвету | Владимир Амић        | дизајн светла (4 еп. 1982)              |
| Одсек за камеру и расвету | Славољуб Араницки    | сценски радник (4 еп. 1982)             |
| Одсек за камеру и расвету | Миле Давидовић       | шеф расвете (4 еп. 1982)                |
| Одсек за камеру и расвету | Петар Динић          | сценски радник (4 еп. 1982)             |
| Одсек за камеру и расвету | Стојан Иванов        | техничар за осветљење (4 еп. 1982)      |
| Одсек за камеру и расвету | Љубомир Јелић        | сниматељ (4 еп. 1982)                   |
| Одсек за камеру и расвету | Никола Кесић         | техничар за осветљење (4 еп. 1982)      |
| Одсек за камеру и расвету | Душан Крчмаров       | техничар за осветљење (4 еп. 1982)      |
| Одсек за камеру и расвету | Бранислав Кузмановић | пратилац камере (4 еп. 1982)            |
| Одсек за камеру и расвету | Слободан Обрадовић   | пратилац камере (4 еп. 1982)            |
| Одсек за камеру и расвету | Петар Петронијевић   | сценски радник (4 еп. 1982)             |
| Одсек за камеру и расвету | Младен Релић         | пратилац камере (4 еп. 1982)            |
| Одсек за камеру и расвету | Илија Спасеновић     | сценски радник (4 еп. 1982)             |
| Одсек за камеру и расвету | Слободан Стевановић  | сниматељ (4 еп. 1982)                   |
| Одсек за камеру и расвету | Миодраг Стојановић   | техничар за осветљење (4 еп. 1982)      |
| Одсек за камеру и расвету | Драган Зајић         | сценски радник (4 еп. 1982)             |
| Одсек за костим           | Милан Магдаленић     | гардеробер (4 еп. 1982)                 |
| Одсек за костим           | Мирјана Марковић     | асистент костимографа (4 еп. 1982)      |
| Одсек за костим           | Вера Ранчић          | гардеробер (4 еп. 1982)                 |
| Одсек за монтажу          | Драган Ковачевић     | видео миксер(4 еп. 1982)                |
| Одсек за монтажу          | Зоран Ковачевић      | видео миксер (4 еп. 1982)               |
| Остала екипа              | Јелена Јовановић     | секретар режије (4 еп. 1982)            |
| Остала екипа              | Боривоје Павловић    | оружар (4 еп. 1982)                     |
| Остала екипа              | Јелена Жигон         | секретар режије (4 еп. 1982)            |